# Gamja ongsimi

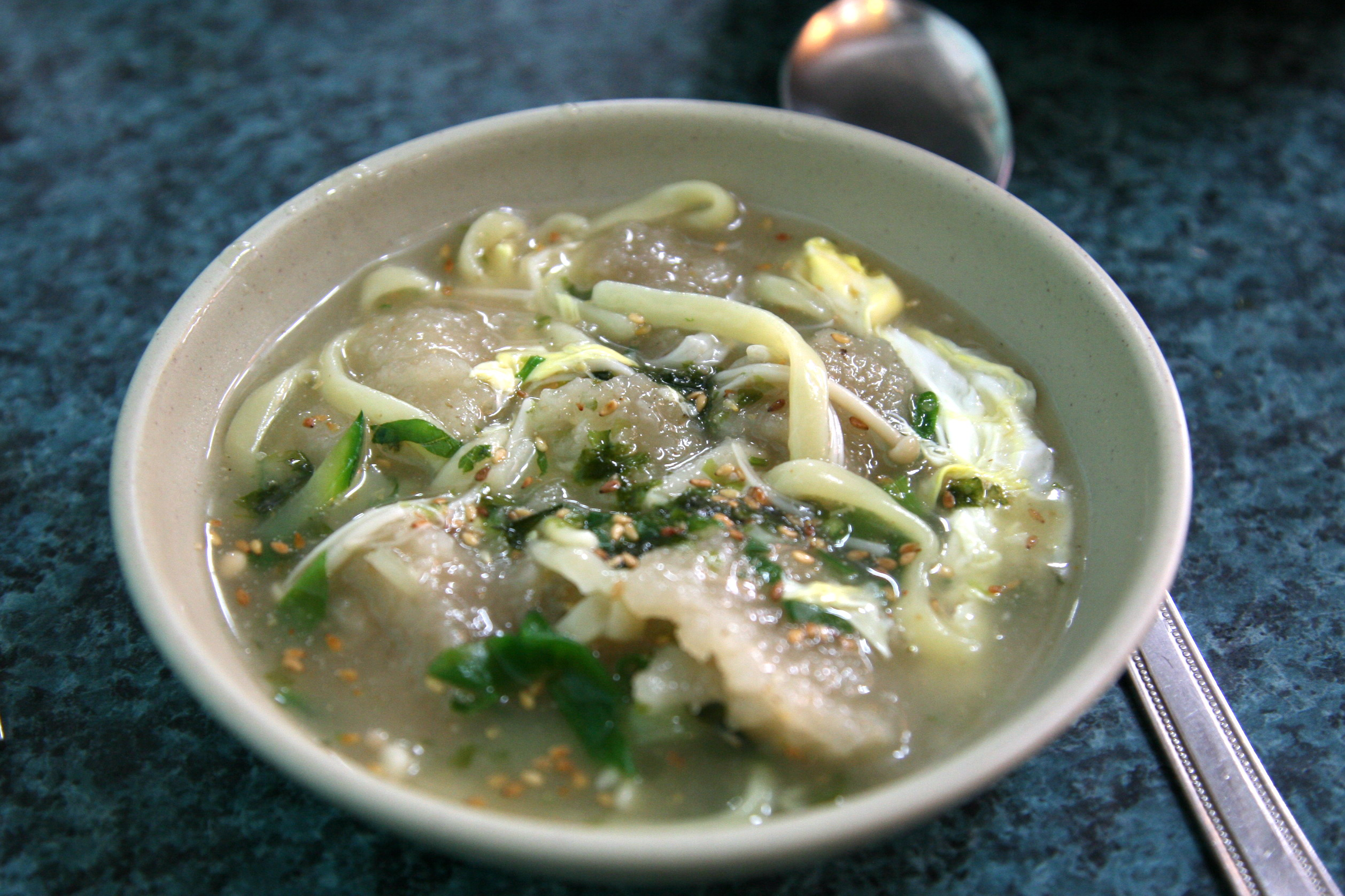
Bol de gamja ongsimi dans un restaurant de Sokcho (Gangwon).

Le gamja ongsimi, variante du sujebi (soupe de boulettes), est un mets de la cuisine coréenne.
Il se compose de boulettes faites de pommes de terre écrasées et de légumes hachés dans un bouillon clair. 
C'est une spécialité locale de la province de Gangwon (Corée du Sud), dont le climat frais a permis un développement important de la culture des pommes de terre. Ce plat au goût relativement insipide est servi avec un bouillon habituellement préparé avec des anchois.
Son nom est une combinaison de deux termes : gamja (감자), « pomme de terre » en coréen, et ongsimi (옹심이), terme du dialecte de Gangwon pour saeyal (새알), petite boule de farine servie dans des soupes ou des bouillies.